# Qeqertat
Qeqertat ("Øerne") er en lille grønlandsk bygd med ca. 26 indbyggere (2014) i Avannaata Kommune beliggende inderst i Inglefield Bredning på Harvard Øer, ca. 60 km øst for Qaanaaq. Indtil januar 2009 tilhørte bygden Qaanaaq Kommune.
Den vigtigste indtægtskilde er fangst af sæler og hvaler. Der er konstateret forekomster af hellefisk omkring bygden, og man samarbejder med Avannaata Kommune og Thulefonden om udviklingen af fiskeriet i området.
Bygden har intet elværk, og den eneste forbindelse til omverdenen er en enkel radiotelefon. Der er hverken mobiltelefonforbindelse eller internet.
Der er en lille butik med en årlig omsætning på ca. 650.000 DKK. Skolen Qeqertat Atuarfiat har plads til fem elever fra 1. til 7. klasse. En timelærer sørger for undervisning af børnene i bygden. Dette foregår undertiden hjemme i eget hus og ellers i skolelokalet, der også fungerer som kirke. I skolelokalet findes et mindre bibliotek.
Når isen forlader fjorden om sommeren, er det muligt at se store flokke af narhvaler, der svømmer ind i fjorden for at indtage føde og yngle. Fra nord- og østsiden af øen er det muligt at betragte gigantiske isbjerge og de store bræer, der strækker sig ned fra indlandsisen.